# Fumiyo Ikeda

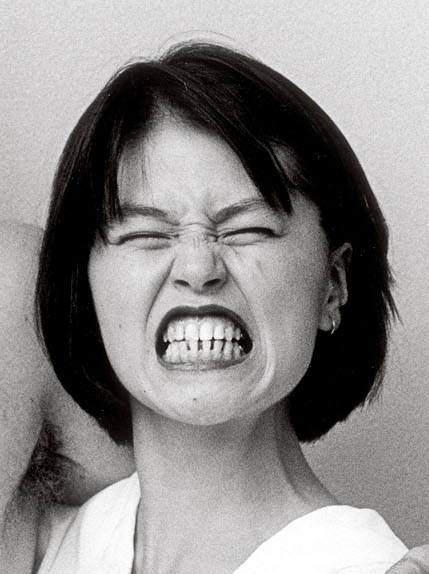
Fumiyo Ikeda

Fumiyo Ikeda (Osaka, 1962) is een Japanse danseres, actrice en choreografe.

## Opleiding
Fumiyo Ikeda werd geboren in Osaka en groeide op in Fukui, Japan. Ze begon met ballet op de tienjarige leeftijd. In 1979 trok ze naar Europa en begon ze te studeren aan Mudra, de Brusselse dansschool die werd gesticht door Maurice Béjart. Daar ontmoette ze Anne Teresa De Keersmaeker, bij wie ze zich aansloot toen die haar dansgezelschap Rosas oprichtte.

## Samenwerking met Anne Teresa De Keersmaeker / Rosas
Fumiyo Ikeda was van 1983 tot 1992 betrokken bij de creatie van bijna alle Rosas-producties en danste er ook in. In 1997 vervoegde ze zich opnieuw bij Rosas. Tot 2008 danste ze in de meeste Rosas-producties. Nadien ging ze nog op tournee met de herneming van oudere Rosas-producties, zoals Woud, Drumming, Elena’s Aria en Mozart / Concert Arias. Un moto di gioia.

## Werk als choreografe
Rond het einde van haar tweede periode bij Rosas begon Fumiyo Ikeda werk te creëren dat vertrekt van haar eigen ideeën. Eerst deed ze dat samen met Alain Platel en Benjamin Verdonck in Nine Finger (2007), dat gebaseerd is op het boek Beasts of No Nation van Uzodinma Iweala en de perversiteit van de oorlog schetst door de ogen van een kindsoldaat. De productie werd geselecteerd voor het Festival d’Avignon 2007. Enkele jaren later volgde in pieces (2009), een voorstelling die ze maakte met de Britse schrijver/performancekunstenaar Tim Etchells over het geheugen, over de herinnering en het vergeten, en hoe beide ervaren en getoond worden door het lichaam en tot uiting komen in de taal. In 2014 creëerde ze samen met de Japanse danseres Un Yamada het dansduet amness op orgelmuziek van J.S. Bach die wordt gespeeld door de saxofonisten van het Bl!ndman-ensemble. In 2014 hetzelfde jaar creëerde ze met de Japanse dansers Llon Kawai, Ayaka Azechi, Kota Kihara en de percussionist Kuniko Kato ook de productie Cross Grip. Nine Finger (2007) werd heropgevoerd in 2016; Stijn Opstaele verving Benjamin Verdonck. In 2017 volgde opnieuw een eigen dansvoorstelling: Piano and String Quartet, met een live-uitvoering door Ictus van de compositie Piano and String Quartet van Morton Feldman.

## Samenwerking met anderen
Na haar vertrek bij Rosas rond 1992 begon Fumiyo Ikeda nieuwe horizonten verkennen. Voordien had ze al samengewerkt met de Amerikaanse choreograaf/danser Steve Paxton. Ze werkte ook mee aan enkele theater- en filmproducties, zoals Vinaya (Josse De Pauw en Peter van Kraaij, 1992), De meid slaan (Josse De Pauw en Tom Jansen, 1993), and Snakesong / Le voyeur (Jan Lauwers / Needcompany, 1994). Veel later werkte ze samen met Nature Theater of Oklahoma aan de productie Life & Times Episode 2 (2010). Recenter werkte ze mee aan Absence (Eric Joris en Peter Verhelst / NTGent, 2015),, aan De Sleutel (Josse De Pauw / LOD, 2016) en aan Shelly Shonk Fiffit (Benjamin Abel Meirhaeghe / Toneelhuis, 2024).

## Werk als docente
Naast het dansen en choreograferen, geeft Fumiyo Ikeda ook verschillende workshops over haar eigen werk en het Rosas-repertoire (o.a. over bewegingsmateriaal uit Rosas danst Rosas en Drumming). Ze doet dit regelmatig in de Summerschool van de dansschool P.A.R.T.S.. Ze was ook enkele keren docent aan KASK, Gent. Bij Rosas leidt ze de repetities bij de herneming van de vroege producties.

## Producties
Eigen werk:
- Nine Finger (Fumiyo Ikeda, Alain Platel en Benjamin Verdonck, 2007)[3][4][5][10]
- in pieces (Fumiyo Ikeda en Tim Etchells, 2010)[6][7]
- amness (Fumiyo Ikeda en Un Yamada, 2014)[8]
- Piano and String Quartet (Fumiyo Ikeda en Ictus, 2017)[11][12]

Met Anne Teresa De Keersmaeker / Rosas:
- Rosas danst Rosas (Anne Teresa De Keersmaeker / Rosas, 1983)
- Elena's Aria (Anne Teresa De Keersmaeker / Rosas, 1984)
- Bartók / Aantekeningen (Anne Teresa De Keersmaeker / Rosas, 1986)
- Bartók / Mikrokosmos (Anne Teresa De Keersmaeker / Rosas, 1987)
- Ottone Ottone (Anne Teresa De Keersmaeker / Rosas, 1988)
- Stella (Anne Teresa De Keersmaeker / Rosas, 1990)
- Achterland (Anne Teresa De Keersmaeker / Rosas, 1990)
- Toccata (Anne Teresa De Keersmaeker / Rosas, 1993)
- Just before (Anne Teresa De Keersmaeker / Rosas, 1997)
- Drumming (Anne Teresa De Keersmaeker / Rosas, 1998)
- I said I (Anne Teresa De Keersmaeker / Rosas, 1999)
- In real time (Anne Teresa De Keersmaeker / Rosas / tg stan / AKA Moon, 2000)
- Rain (Anne Teresa De Keersmaeker / Rosas / Ictus, 2001)
- (but if a look should) April me (Anne Teresa De Keersmaeker / Rosas, 2002)
- Repertory Evening (Anne Teresa De Keersmaeker / Rosas, 2002)
- Bitches Brew / Tacoma Narrows (Anne Teresa De Keersmaeker / Rosas, 2003)
- Kassandra - speaking in twelve voices (Anne Teresa De Keersmaeker / Rosas, 2004)
- Raga for the Rainy Season / A Love Supreme (Anne Teresa De Keersmaeker / Rosas, 2005)
- D'un soir un jour (Anne Teresa De Keersmaeker / Rosas, 2006)
- Zeitung (Anne Teresa De Keersmaeker / Rosas / Alain Franco, 2008)

Met anderen:
- Flip Side (Steve Paxton, 1989)[13][14]
- De meid slaan (Josse De Pauw en Tom Jansen, 1993)[16][17]
- Snakesong / Le voyeur (Jan Lauwers / Needcompany, 1994)[18][19]
- Life & Times Episode 2 (Nature Theater of Oklahoma, 2010)[20][21]
- Absence (Eric Joris en Peter Verhelst / NTGent, 2015)[22]
- De Sleutel (Josse De Pauw / LOD, 2016)[23]

## Filmografie
Met Rosas:
- Répétitions (Marie André, 1985)[29][30][31]
- Hoppla! (Wolfgang Kolb, 1989)[30][32]
- Monoloog van Fumiyo Ikeda op het einde van Ottone, Ottone (Walter Verdin, 1989)[33]
- Ottone / Ottone (deel 1 en 2) (Walter Verdin en Anne Teresa De Keersmaeker, 1991)[34]
- Rosa (Peter Greenaway, 1992)[35]
- Achterland (Anne Teresa De Keersmaeker en Herman Van Eyken, 1994)[36]
- Counter Phrases (Thierry De Mey, 2004)[37]

Met anderen:
- Solum solum, alleen maar aarde (Bie Boeykens, 1992)[38]
- Vinaya (Josse De Pauw en Peter van Kraaij, 1992)[15]

- Bibliothèque nationale de France: cb14684316k (data)
- Gemeinsame Normdatei: 135938597
- Library of Congress Control Number: n97845978
- Trove: 1590922
- Virtual International Authority File: 255112197